# Джон Бізлі
Джо́н Де́відсон Бі́злі (англ. John Davidson Beazley; *13 вересня 1885, Глазго, Шотландія — †6 травня 1970, Оксфорд, Англія) — англійський дослідник класики.

## Життєпис
Бізлі навчався у Бейлліол коледжі, (засновником якого був Джон де Балліол) Оксфорд, де він був близьким другом поета Джеймса Елроя Флекера.
Після закінчення в 1907 році, Бізлі був учнем і наставником з класики в Коледжі Церкви Христа, а в 1925 році став професором класичного мистецтва і археології в Лінкольн коледжі Оксфорду.
Спеціалізувався на давньогрецькій кераміці (особливо  чорнофігурній та червонофігурній), і став світовим фахівцем у цьому питанні. Він адаптував історико-художній метод Джованні Мореллі щоби визначити стиль окремих майстерень і художників, навіть там, де не було знайдено автографа, наприклад, Берлінського художника, роботи якого він виокремив першим.
У 1949 р. став лицарем-бакалавром.
Був членом
- Британської академії[5][6],
- Німецького археологічного інституту,
- Академії надписів та красного письменства;
- іноземним почесним членом Американської академії мистецтв і наук[7].

Бізлі пішов у відставку в 1956 р., але продовжував працювати до часу своєї смерті в Оксфорді.

## Праці
- (нім.)Attische Vasenmaler des rotfigurigen Stils. Tübingen 1925.
- (англ.)Greek Vases in Poland. 1928.
- (нім.)The Berlin Painter. 1930 und 1974 (Forschungen zur antiken Keramik Reihe I: Bilder griechischer Vasen. Band 2)
- (англ.)Potter and Painter in Ancient Athens. 1944.
- (англ.)Attic Red-figure Vase-painters. Oxford 1942. 2nd ed. 1963 [= ARV²]
- (англ.)Etruscan vase painting. Oxford 1947.
- (англ.)The Development of Attic Black-figure. Berkeley 1951. Rev. ed. Dietrich von Bothmer und Mary B. Moore. Berkeley 1986. ISBN 0-520-05593-4.
- (англ.)Attic Black-figure Vase-painters. Oxford 1956 [= ABV]
- (англ.)Paralipomena. Additions to Attic black-figure vase-painters and to Attic red-figure vase-painters. Oxford 1971.
- (англ.)Donna C. Kurtz (Hrsg.): Greek Vases, Lectures by J. D. Beazley. Oxford 1989.

## Нагороди
- У 1957 р. — Медаль Кеньона[en] від Британської академії наук[8];
- у 1959 р. — Орден Кавалерів Пошани[9].